# Sotirios Bretas
Sotirios Bretas (Grieks: Σωτήρης Μπρέτας) (Volos, 12 maart 1990) is een Grieks baanwielrenner. 
Bretas werd in 2008 tweede op de keirin tijdens het wereldkampioenschap baanwielrennen voor junioren. In 2020 behaalde hij een derde plaats op zowel de keirin als de teamsprint op de Europese kampioenschappen in Plovdiv.

## Para-cycling
Bretas is ook actief in het para-cycling, hij nam als piloot op de tandem deel aan de wereldkampioenschappen baanwielrennen para-cycling 2019 en 2020. In 2020 behaalde hij met de Griekse ploeg een derde plaats op de teamsprint.

## Overwinningen
| Jaar     | GK                                          | EK                  | WK       | Overig   |
| Junioren | Junioren                                    | Junioren            | Junioren | Junioren |
| -------- | ------------------------------------------- | ------------------- | -------- | -------- |
| 2007     | teamsprint, scratch, · sprint, 1 km tijdrit |                     |          |          |
| 2008     | sprint, keirin · teamsprint                 |                     | keirin   |          |
| Elite    |                                             |                     |          |          |
| 2008     | teamsprint                                  |                     |          |          |
| 2009     | keirin                                      |                     |          |          |
| 2010     | teamsprint, sprint, · scratch               |                     |          |          |
| 2011     | sprint, 1km tijdrit · teamsprint, scratch   |                     |          |          |
| 2012     | sprint, teamsprint · 1 km tijdrit           |                     |          |          |
| 2013     |                                             |                     |          |          |
| 2014     | keirin, sprint                              |                     |          |          |
| 2015     | keirin, sprint                              |                     |          |          |
| 2016     | keirin, 1km tijdrit · sprint                |                     |          |          |
| 2017     |                                             |                     |          |          |
| 2018     | keirin, 1km tijdrit · sprint, teamsprint    |                     |          |          |
| 2019     | keirin, sprint · teamsprint, 1km tijdrit    |                     |          |          |
| 2020     | sprint, 1km tijdrit · teamsprint, keirn     | keirin · teamsprint |          |          |